# Morphine (песня)
«Morphine» (с англ. — «Морфин») — песня американского автора-исполнителя Майкла Джексона, вошедшая в его альбом ремиксов Blood on the Dance Floor: HIStory in the Mix (1997). Композиция выдержана в жанрах рока, индастриала и фанка. В её тексте затрагивается тема зависимости от наркотиков.
В 1993 году на фоне обвинений в растлении малолетнего Джексон столкнулся с зависимостью от болеутоляющих и седативных препаратов. «Morphine» написана им в период прохождения реабилитации и изначально её планировалась включить в девятый студийный альбом певца HIStory: Past, Present and Future, Book I (1995), но в финальный трек-лист она не попала. В конечном счёте песня была выпущена на пластинке Blood on the Dance Floor наряду с четырьмя другими ранее неизданными композициями и восемью ремиксами на уже выпущенные. Автором и продюсером выступил сам исполнитель, также в записи принял участие гитарист Слэш.
«Morphine» получила в целом положительные отзывы критиков и привлекла внимание журналистов после смерти Джексона в 2009 году от передозировки лекарственных препаратов. Исполнитель планировал выпустить песню в качестве сингла, но лейбл счёл её неподходящей для отдельного релиза. Певец никогда не исполнял «Morphine» на концертах, музыкальный клип на неё не выпускался. Трек подвергся цензуре в Малайзии, где его название заменили на «Just Say No» («Просто скажи нет»), а также в Южной Корее, где его вовсе исключили из альбома.

## Предыстория и создание песни
В 1984 году во время съёмок рекламы Pepsi Майкл Джексон получил ожоги кожи головы второй и третьей степени от искр рано сработавшей пиротехники. Это вынудило музыканта начать принимать обезболивающие препараты. В 1993 году против певца выдвинули обвинения в растлении 13-летнего мальчика. Джексон объявил о досрочном завершении своего турне Dangerous World Tour для прохождения курса реабилитации от наркотической зависимости. «Давление, вызванное этими ложными обвинениями, в сочетании с невероятной энергией, необходимой мне для выступлений, причинило мне столько страданий, что я был физически и эмоционально истощён. Я стал более зависимым от обезболивающих», — заявил он. По его словам, лекарства ему прописали после недавней операции на голове, связанной с последствиями ожогов. Биограф Джон Рэндалл Тараборелли утверждает, что в этот период артист также начал принимать диазепам, алпразолам и лоразепам, чтобы бороться со стрессом. Джексон улетел вместе со своей подругой Элизабет Тейлор и её мужем в Лондон. В аэропорту двое друзей поддерживали его, чтобы он не упал; он был срочно отправлен в дом менеджера Элтона Джона, а затем в клинику. На входе его обыскали на предмет наркотиков; в чемодане были найдены пузырьки с лекарствами. Музыканта поместили на четвёртый этаж больницы в палату с внутривенным вливанием, чтобы снизить его зависимость от болеутоляющих. Представитель певца тогда сказал репортёрам, что Джексон едва мог двигаться и разговаривать. В клинике исполнитель проходил сеансы групповой и одиночной терапии. Примерно в это время он сочинил песню «Morphine».
Джексон также спродюсировал трек и занимался аранжировкой. Кроме того, он помогал в исполнении партий перкуссии, ударных и гитары. Композитор и клавишник Брэд Баксер вспоминал: «Майкл чётко знал, что хотел слышать от каждого инструмента. Он пропел нам все партии... даже фортепиано в середине песни и эти наслоения синтезатора в припеве». В записи принял участие гитарист Слэш.
Композицию предполагалось выпустить в девятом студийном альбоме Джексона HIStory: Past, Present and Future, Book I (1995), но она не прошла отбор. «Morphine» была издана в альбоме ремиксов Blood on the Dance Floor: HIStory in the Mix (1997) в числе пяти ранее не издававшихся песен.

## Особенности композиции
«Morphine» исполняется в тональности си мажор и темпе 103 bpm. Критики отмечали, что песня выдержана в жанрах рока, индастриала и фанка.
В начале трека слышны звуки электроаппарата для инъекций. Вокал Джексона очень агрессивен. В тексте он впервые в своей карьере затрагивает тему пристрастия к наркотикам. Описывается их соблазнительная природа, а фраза «Положись на меня, только на меня» («Put your trust in me / Just in me») в предприпеве может принадлежать человеку, назначающему лекарства. «Разве правда — это игра, папуля? Чтобы добиться славы, детка; это одно и то же, детка; ты так безотказен», («Is truth a game daddy / To win the fame baby / It's all the same baby / You're so reliable») — поёт Джексон в одном из куплетов. В припеве он восклицает: «Ты принимаешь морфин» («You’re doing morphine»). Ещё одной темой, по мнению журналиста The Orange County Register Бена Венера, стала религия — Джексон рассказывает историю о человеке, «который предпочитает наркотик чему угодно, включая Бога»: «Я ненавижу твоего Бога, детка» («I hate your God, baby»). Согласно авторам книги Michael Jackson: All the Songs: The Story Behind Every Track, слова в куплетах и припеве «резкие» и «отчеканены» в ритме, напоминающем «Come Together» The Beatles; «The Downward Spiral» Nine Inch Nails также послужила источником вдохновения для Майкла. В The Virginian-Pilot выразили мнение, что «Morphine» звучит «до жути похоже на „State of Shock“» — сингл The Jacksons.
Примерно в середине песни индастриал-ритм стихает, вступает фортепиано, а вокал становится спокойным. Этот сегмент символизирует успокаивающее действие препарата. Критики предположили, что певец исполняет куплеты в этом фрагменте от имени самого наркотика, а также, возможно, от лица врача, вводящего лекарство зависимому пациенту. «Расслабься, больно не будет. Прежде чем я ввиду иглу, закрой глаза и досчитай до десяти. Я не подсажу тебя на это, нет повода бояться, закрой глаза и „улетай“» («Relax, this won't hurt you / Before I put it in / Close your eyes and count to ten / Don't cry / I won't convert you / There's no need to dismay / Close your eyes and drift away») — поёт он утешительно. Однако затем атмосфера спокойствия нарушается, и вновь вступает агрессивный бит. В песне использован сэмпл из сцены фильма «Человек-слон» (1980), в которой медсестра спрашивает Меррика, прислушался ли тот к совету врача.
Писатель и критик Джозеф Вогель в своей книге «Человек в музыке. Творческая жизнь Майкла Джексона» отмечал, что «Morphine» следует рассматривать как музыкальный и лирический эксперимент, цель которого — передать ощущение физического и психологического страдания и временного избавления от него. По его мнению, «атакующее слух звучание» трека может вызвать весьма резко впечатление, особенно у тех, кто привык к более мелодичным работам певца из альбомов Off the Wall и Thriller.
Вогель сравнил «Morphine» с «наиболее откровенными работами» таких музыкантов как Джон Леннон, Трент Резнор и Курт Кобейн. Кино- и музыкальный критик Армонд Уайт «присвоил» ей рейтинг R.

## Отзывы критиков и наследие
«Morphine» получила в основном положительные отзывы музыкальных критиков. Бен Вернер выделил её как самый удачный трек пластинки. Критик Тор Кристенсен назвал эту работу «одной из самых амбициозных песен, что Джексон когда-либо записывал». Тор Синклер описал её как «натиск в духе Трента Резнора, перемежающийся с помпезностью, присущей произведениям Бакарака». Нил Штраус из The New York Times назвал её «пугающей». Энтони Виоленти из The Buffalo News противопоставил трек «Superfly Sister», «Ghosts» и «Is It Scary» — более слабому на его взгляд материалу с Blood on the Dance Floor, прокомментировав, что в «Morphine» больше «синтезированных ритмов» и он лучше вписывается в «нынешний неотличимый стиль Джексона». Энди Хили в ретроспективном обзоре для сайта Albumism описывал композицию как самую неожиданную и шокирующе личную работу исполнителя и комментировал, что очевидны её «бурная энергия и необузданная мощь», а также «ловкость Джексона в освоении сложных и разнообразных музыкальных ландшафтов».
Адам Гилхэм из Sputnikmusic писал, что ни одна из четырёх других оригинальных песен альбома не сравнится по качеству с титульной, а в «Morphine» присутствуют «агрессивные, нескладные куплеты, которые на самом деле не располагают к себе ваш слух». С другой стороны, по мнению Гилхэма, фортепианная интерлюдия в середине является «моментом абсолютного гения» и должна была составить основную структуру композиции.
Обозреватель из The Associated Press охарактеризовал «Morphine» как «единственное серьёзное разочарование» альбома помимо заглавной песни и как «сердитый, бессвязный трек», которому следовало бы остаться в архивах певца. Соня Мюррей в статье The Atlanta Journal-Constitution описала звучание как «напыщенное роковое шипение». Билл Уайман поместил «Morphine» на 138-ю строчку в своём списке из 147 песен Майкла Джексона, ранжированных от «худшей к лучшей». По его мнению, это «один из самых странных треков Джексона всех времён».
Джексон хотел выпустить «Morphine» в качестве сингла, но представители Epic Records отказали ему, поскольку сочли, что песня не подходит для широкой публики. Он также неоднократно репетировал её для своего гастрольного тура HIStory World Tour, но никогда не исполнял на концертах. На песню не был снят музыкальный клип. В Малайзии оригинальное название композиции запретили включать в трек-лист, поэтому она была переименована в «Just Say No» («Просто скажи нет»). В Южной Корее «Morphine» оказалась полностью удалена из альбома. Журналисты обратили внимание на песню после смерти Джексона 25 июня 2009 года в результате остановки сердца, вызванной передозировкой лекарственных препаратов, в частности пропофола.

## Участники записи
Основные музыканты, технический персонал
- Майкл Джексон — текст и музыка, продюсер, аранжировка, классическая аранжировка, аранжировка ритм-секции, вокальная аранжировка, вокал, бэк-вокал, перкуссия, ударные, гитара
- Брэд Баксер[англ.] — классическая аранжировка, бэк-вокал, клавишные, синтезаторы, рояль, перкуссия
- Кейт Коэн — звукорежиссёр, микширование, клавишные
- Эдди Делена — звукорежиссёр
- Мик Гузауски[англ.] — звукорежиссёр
- Тим Бойл — звукорежиссёр
- Джон Муни — ассистент звукорежиссёра, бэк-вокал
- Роб Хофман — ассистент звукорежиссёра
- Тони Дуино Блэк — ассистент звукорежиссёра
- Пол Дикато — ассистент звукорежиссёра
- Стив Богман — ассистент звукорежиссёра
- Джон Родд[англ.] — ассистент звукорежиссёра
- Грег Бёрнс — ассистент звукорежиссёра
- Билл Боттрелл — бэк-вокал
- Брайан Лорен[англ.] — перскуссия
- Слэш — гитара
- Роберт Чаусов — скрипка
- Statik — программирование барабанов и синтезаторов
- Эндрю Шепс[англ.] — программирование Synclavier[англ.]
- Мэтт Карпентер — цифровое программирование

Оркестр
- Хорхе дель Баррио — оркестровая аранжировка, дирижёр
- Билл Хьюз — координатор, нотный копиист
- Энн Карам — виолончель
- Кристина Соул — виолончель
- Кристина Ермакофф — виолончель
- Мигель Мартинес — виолончель
- Стив Эрдоди — виолончель
- Тим Ландауэр — виолончель
- Дрю Дембовски — контрабас
- Фрэнсис Лю Ву — контрабас
- Ричард Фивз — контрабас
- Дэн Лозано — флейта
- Валери Кинг — флейта
- Кэти Киркпатрик — арфа
- Армен Гарабедян — альт
- Кэрол Мукогава — альт
- Джон Скэнлон — альт
- Карен Элейн — альт
- Мими Гранат — альт
- Рэй Тишер — альт
- Ренита Ковен — альт
- Роберт Беккер — альт
- Робин Росс — альт
- Барбра Портер — скрипка
- Боб Санов — скрипка
- Дариус Кампо — скрипка
- Эндре Гранат — скрипка
- Фрэнсис Мур — скрипка
- Хаим Штрум — скрипка
- Джеки Брэнд — скрипка
- Дженнифер Уолтон — скрипка
- Джой Лайл — скрипка
- Джулианна Френч — скрипка
- Карен Джонс — скрипка
- Кирстен Файф — скрипка
- Лиана Маутнер — скрипка
- Марк Сейзер — скрипка
- Мария Ньюман — скрипка
- Марианна Генри — скрипка
- Мэрилин Хардинг — скрипка
- Мариса Маклеод — скрипка
- Майк Маркман — скрипка
- Мюррей Олдер — скрипка
- Натали Леггетт — скрипка
- Оливия Цуй — скрипка
- Рон Кларк — скрипка

Хор Андре Крауча
- Джуди Госсетт — координатор
- Андре Крауч — вокал
- Анджела Хакворт-Браун — вокал
- Кэрол Деннис — вокал
- Эдна Райт — вокал
- Гири Ланье — вокал
- Глория Аугустус — вокал
- Говард Смит — вокал
- Джеки Гуш — вокал
- Джонатан Уэбб — вокал
- Кэти Хаззард — вокал
- Кристл Эдвардс — вокал
- Линда МакКрэри — вокал
- Макси Андерсон — вокал
- Рэнди Филлипс — вокал
- Рики Нельсон — вокал
- Ивонн Уильямс — вокал

Студии
- The Hit Factory[англ.] (Нью-Йорк)
- Record Plant (Лос-Анджелес)
- Larrabee Studios[англ.] (Лос-Анджелес)
- Ocean Way Recording[англ.] (Лос-Анджелес)

Прочая информация
- Содержит сэмпл из фильма «Человек-слон» (1980, Paramount Pictures)

## Комментарии
1. ↑  Венер отметил, что этот отрывок «заглушён шумным грохотом» и не включён в официальный текст песни на конверте альбома[11].